# 奇想天外 (SF雑誌)
『奇想天外』（きそうてんがい）は盛光社から1974年1月号から同年10月号まで、奇想天外社から1976年4月号から1981年10月号まで、大陸書房から1987年11月号から1990年まで刊行されていた日本のSF雑誌。奇天（きてん）と略称されることも多い。

## 第1期
「SFマガジン」に次ぐ第2のSF誌として創刊。編集長は曽根忠穂、編集委員は福島正実、小鷹信光が務めた。
翻訳中心の編集方針で、怪奇幻想系の異色作家短編集の路線を狙ったと言われる。1974年10月号で通巻10号で休刊となる。

## 第2期
1975年11月に奇想天外社が設立されて、「SF専門誌」と銘打って1976年4月号から復刊された。編集長は引き続き曽根忠穂が務めた。
『S-Fマガジン』に次ぐ第2のSF専門誌としてライバル関係を築き、日本人作家の作品やコラムを中心としたラインナップで、翻訳SFは全体から見ると少なく、1950年代のアメリカSFを中心に掲載した。
1981年10月号で幕を閉じるまで通算77号を数えた。
当時の『S-Fマガジン』よりも新人に力を入れており、夢枕獏は『奇想天外』でデビューした。奇想天外SF新人賞も主催し、新井素子、谷甲州、牧野修、山本弘はここからデビューした。
批評や評論に力を入れて、石上三登志による「手塚治虫の奇妙な世界」や中島梓の「日本SF作家論シリーズ」、笠井潔の「私的SF作家論」を掲載。豊田有恒の「あなたもSF作家になれるわけではない」などのコラムやエッセイ、筒井康隆の書評「みだれ撃ち涜書ノート」も連載された。
SF関係者による対談も名物企画で、1978年には対談記事をまとめた『なぜSFなのか?』『オレがSFなのだ』の2冊の単行本も発売。『別冊・奇想天外』や『SFマンガ大全集』など別冊のシリーズ企画も編集された。『SFマンガ大全集』の後を継いで季刊誌として発行された『マンガ奇想天外』は、第2期『奇想天外』終刊後も発行が続いたが、1982年5月発行の第10号をもって終刊となった。その後も単行本の発行は続いていたものの、奇想天外社は1984年7月に倒産した。
海洋研究開発機構地球情報研究センターでこの期間の既刊本が収集されている。

## 第3期
大陸書房から1987年11月号から1990年春号まで、漫画雑誌『ホラーハウス』増刊の扱いで『小説奇想天外』として発刊された。当初は隔月刊で後に季刊となり、通算12号まで続いた。
編集長の曽根忠穂は1986年に大陸書房に入社して、『ホラーハウス』の編集長も兼任しながら半年をかけて『奇想天外』を復刊。小説をメインとして、今度はSFにこだわらず奇想天外なものを掲載していくと抱負を述べていた。翻訳作品は掲載されなかった。評論家の大森望は、発行部数は数千部だろうと推測している。
休刊後、ファンタジーブームに対応してファンタジー小説誌の『ネオ・ファンタジア』にリニューアルされ、引き続き『奇想天外』スタッフが編集を担当した。

## アンソロジー
- 『てめえらそこをどきやがれ!―「奇想天外」傑作選』大陸ノベルス、1988年  - 第二期「奇想天外」からのアンソロジー

2017年に、山口雅也編による、以下の２冊のアンソロジーが刊行された。
- 奇想天外〈復刻版〉アンソロジー（2017年、南雲堂） - 第二期「奇想天外」からのアンソロジー
- 奇想天外〈21世紀版〉アンソロジー（2017年、南雲堂） - このアンソロジーのための新作と、一部の作者の学生時代の未発表の旧作、新たに翻訳された海外作品などを集めたもの